# Mitsubishi J8M
Mitsubishi J8M «Shūsui» (яп. 三菱 J8M 秋水, «Сюсуй» («Осіння вода»)) — проєкт реактивного винищувача Імперського флоту Японії періоду Другої світової війни.

## Історія створення
Восени 1943 року японський військовий аташе в Німеччині відвідав випробування німецького реактивного літака Messerschmitt Me.163 Komet, після чого у своєму рапорті запропонував придбати ліцензію на виробництво літака та реактивного двигуна в Японії. Ця пропозиція викликала в Японії дискусію, зокрема, були сумніви щодо можливості виготовлення необхідної кількості реактивного палива. Але у цей час розпочались нальоти B-29 на Японію, і армії був потрібен швидкісний перехоплювач, здатний швидко набирати висоту. Тому зрештою ліцензія була придбана за 20 млн. марок. Німці зобов'язались надати відповідну конструкторську документацію, а також по одному комплекту планера та двигуна з комплектом запасних частин. В Японію також мала прибути група німецьких спеціалістів, щоб навчати японських інженерів.
Один з підводних човнів, який перевозив документацію та двигун Walter HWK 509A, був потоплений, але зрештою у липні 1944 року була видана специфікація «19-Сі» на виготовлення реактивного перехоплювача. Роботи були доручені фірмі Mitsubishi. Це була спільна розробка армії та флоту, літак отримав флотське позначення J8M та армійське Ki-200.
Розробкою літака керував інженер Мідзіро Такахасі. Роботи йшли досить швидко і вже у вересні був готовий макет. Після інспекції макету армією і флотом розпочались роботи над дослідним літаком.
Незабаром після початку робіт над J8M флот доручив 1-му Арсеналу флоту в Йокосуці створити планер аналогічної конструкції для оцінки керованості майбутнього перехоплювача та для використання його для підготовки пілотів. Планер Yokosuka MXY8 здійснив перший політ 8 лютого 1944 року та показав хороші характеристики.
Фірма Mitsubishi виготовила перші літаки J8M у грудні 1944 року, але через затримку з розробкою двигуна розпочались випробування планера з баластом, який імітував повну відповідну масу. Цей варіант отримав армійське позначення Ku-13, і призначався для підготовки стройових пілотів. Вперше літак піднявся у повітря на буксирі за Nakajima B6N 8 січня 1945 року. Випробування ще показали правильність вибраних рішень. Всього було збудовано приблизно 50-60 таких планерів. Також флот розробляв варіант планера з малим реактивним двигуном, який отримав позначення Yokosuka MXY9, але до кінця війни проєкт не був завершений.

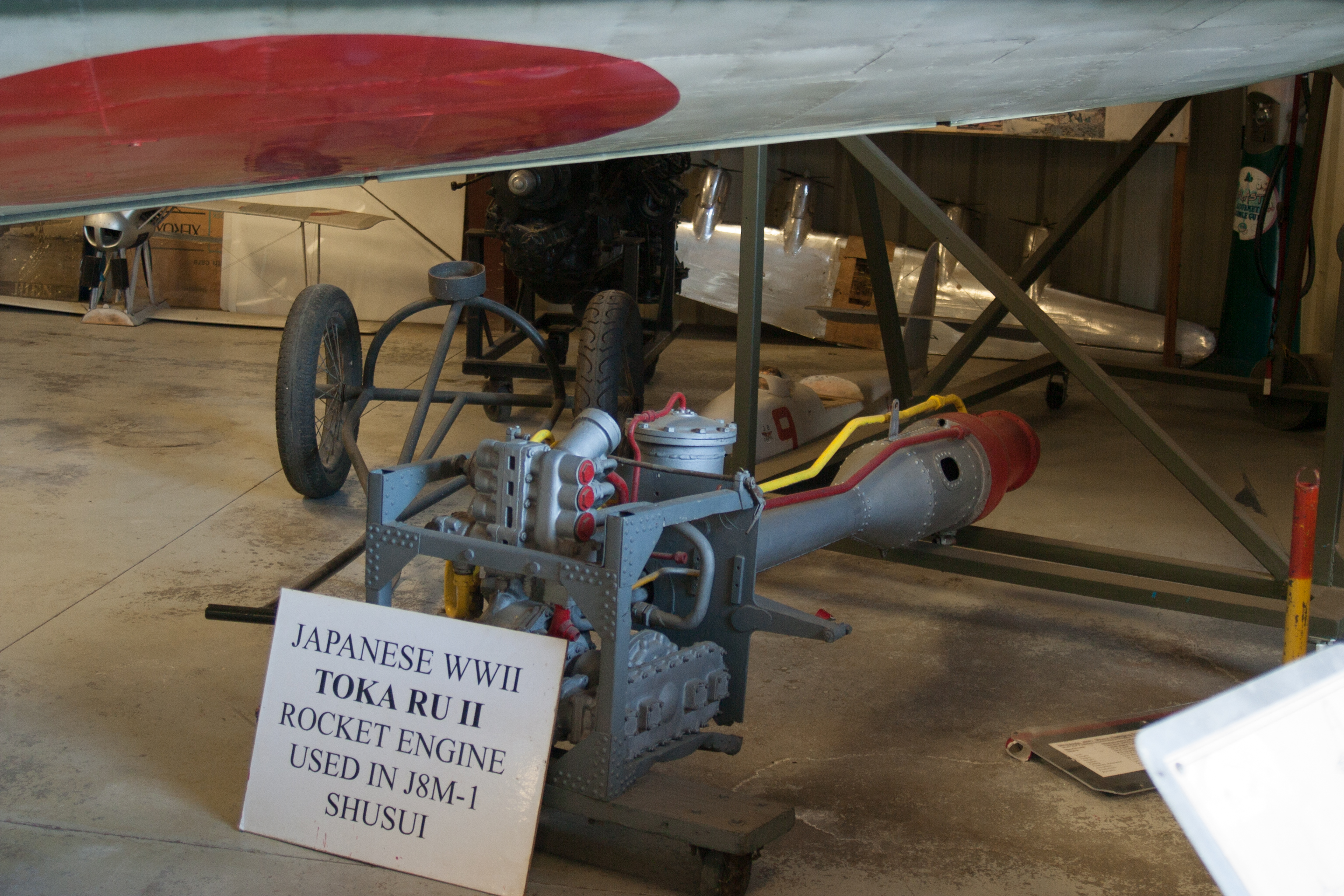
Ракетний двигун Mitsubishi KR10.

Двигун Mitsubishi KR10 (японський варіант Walter HWK 509A) був готовий лише у квітні 1945 року, а вперше літак J8M піднявся у повітря 7 липня 1945 року. Але політ тривав недовго — незабаром після зльоту на висоті 350 м заглох двигун. Льотчик-випробувач Тойохіко Інозука спробував посадити літак, але при посадці літак зазнав аварії та був зруйнований, пілот загинув. Для вирішення проблем на 6-му та 7-му зразках почали вносити зміни у паливну систему, але до кінця війни жоден J8M чи Ki-200 завершений не був і додаткових випробувань не проводилось.
До кінця війни готувалось серійне виробництво літака у декількох варіантах: J8M1 з двома 30-мм гарматами, J8M2 замість однієї з гармат мав додатковий паливний бак. Армійські спеціалісти розробляли варіант Ki-202, який мав збільшений фюзеляж та більший запас палива і мав стати основним армійським перехоплювачем.
Після капітуляції Японії два J8M було перевезено в США для тестувань. Один з них зберігається в музеї міста Чино (Каліфорнія).

## Тактико-технічні характеристики

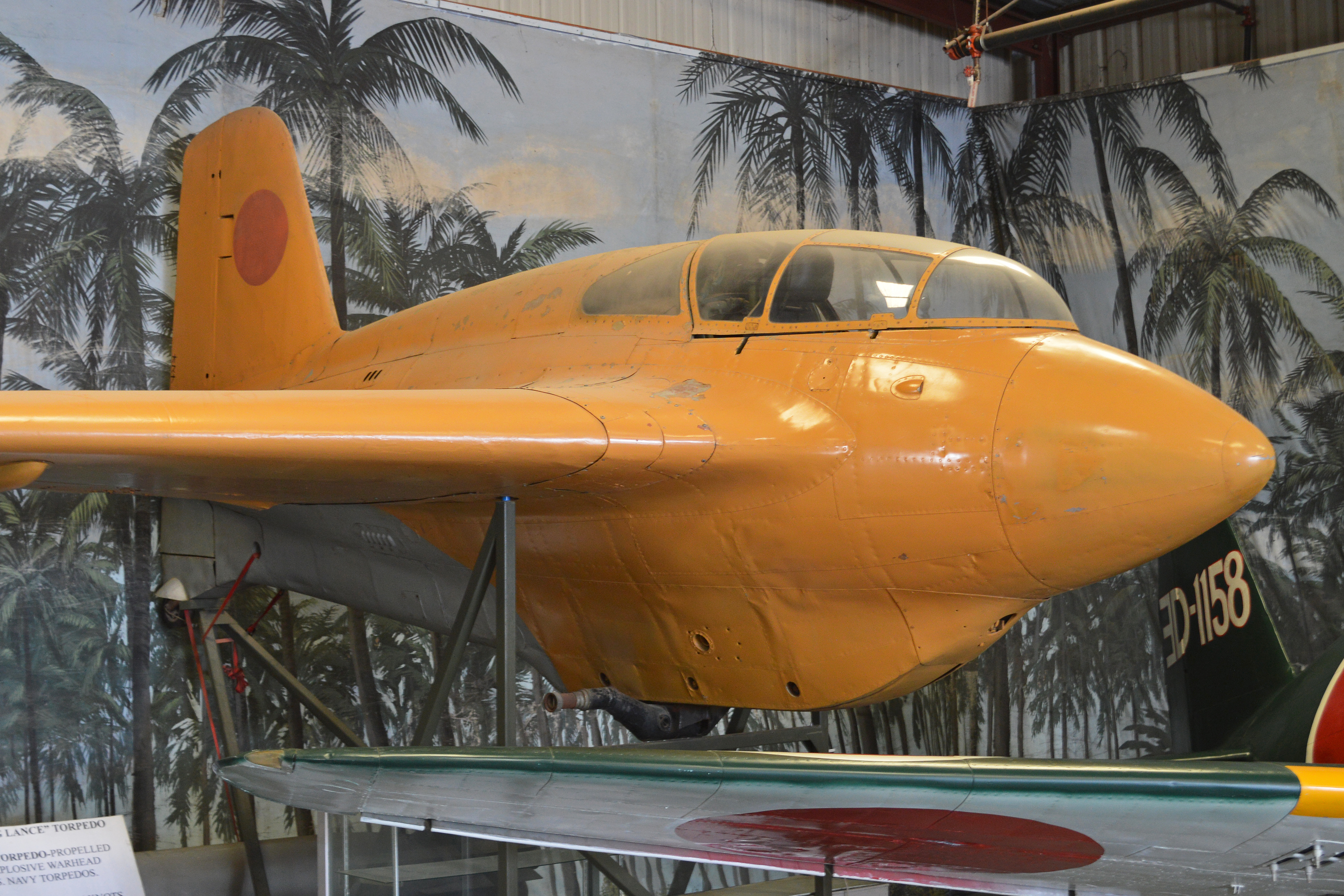

### Технічні характеристики
- Екіпаж: 1 чоловік
- Довжина: 6,05 м
- Висота: 2,70 м
- Розмах крил: 9,50 м
- Площа крил: 17,73 м²
- Маса пустого: 1 505 кг
- Маса спорядженого: 3 885 кг
- Навантаження на крило: 219.1 кг/м²
- Двигун: Mitsubishi KR10 (Toku Ro.2)
- Потужність: 14,7 кН

### Льотні характеристики
- Максимальна швидкість: 900 км/г
- Швидкість підйому: на 10 000 м — 3 хв. 30 с.
- Тривалість польоту: 5 хв 30 с
- Практична стеля: 12 000 м

### Озброєння
- Гарматне:
  - 2 x 30-мм гармати «Ho-155» (J8M1)
  - 2 x 30-мм гармати «Type 5» (Ki-200)

## Варіанти
- J8M1 — флотський варіант з двома 30-мм гарматами «Ho-155»
- J8M2 — флотський варіант з однією 30-мм гарматою «Type 5» та додатковим паливним баком в носі
- Ki-200 — армійський варіант 2 x 30-мм гармати «Type 5»
- Ki-202 — проєкт армійського перехоплювача зі збільшеним фюзеляжем та паливним баком більшої ємності